# هورسفلدية سميكة الأوراق
هورسفلدية سميكة الأوراق (الاسم العلمي:Horsfieldia crassifolia) هي نوع هجين من النباتات تتبع جنس الهورسفلدية من الفصيلة البسباسية.